# معاهدة باريس (1857)

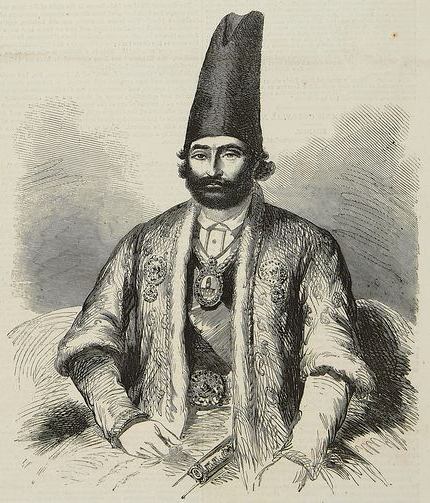
فاروخ خان في مجلة أخبار لندن المصورة، 1857 م.

معاهدة باريس (1857) (الفارسية: عهدنامه پاریس ۱۸۵۷ ) كانت بمثابة نهاية الأعمال العدائية في الحرب الأنجلو فارسية. وعلى الصعيد الفارسي، كان السفير فاروخ خان [الإنجليزية] هو الذي يتولى إدارة المفاوضات الجانبية. وقّع الجانبان معاهدة السلام في 4 آذار 1857 م.
وفي المعاهدة، وافق الفرس على الانسحاب من هرات، مما سمح لاحقًا لدوست محمد خان من أفغانستان باحتلالها. كما وافقوا على الاعتذار للمبعوث البريطاني [الإنجليزية] عند عودته، والتوقيع على معاهدة تجارية؛ ووافق البريطانيون على عدم إيواء معارضي الشاه في السفارة، وتخلوا عن المطالبة باستبدال الصدر الأعظم ميرزا آغا خان نوري، فضلًا عن المطلب الذي يتطلب تقديم تنازلات إقليمية لإمام عُمان حليف بريطانيا.
إن المصالح الاستراتيجية البريطانية في أفغانستان، والتي كانت نتيجة مبكرة للعبة الكبرى، أدت في نهاية المطاف إلى إنهاء آمال القاجاريين في الحفاظ على هرات باعتبارها تابعة حدودية، بعد أكثر من خمسين عامًا من المشاركة الإيرانية. انتهت ثلاثة قرون ونصف من ضم هرات كجزء من إيران بشكل شبه متواصل، على الرغم من الفوضى في كثير من الأحيان، بمعاهدة باريس.
وكما كانت معاهدة تركمانشاي مع روسيا في عام 1828 بمثابة نقطة تحول في العلاقات بين إيران وروسيا، فإن معاهدة باريس مع إيران وبريطانيا كانت بمثابة نقطة تحول أيضًا. وأدركت حكومة القاجاريين التداعيات الخطيرة المترتبة على مواجهة قوة استعمارية أوروبية عسكريًّا بعد الصراع في هرات. أدرك الإيرانيون أنه في عصر الإمبراطوريات، سوف يضطرون إلى تحمل خسارة الأراضي على أطرافها من أجل حماية مركزها. إن خسارة هرات، على غرار الخسارة السابقة لمقاطعات القوقاز، أظهرت القيود المفروضة على السلطة على الأراضي التي كانت جزءًا تاريخيًا وثقافيًا من إيران الكبرى. وعلى الرغم من الروابط العميقة بينهما، لم يعد من الممكن الحفاظ على هذه المناطق كمحافظات داخل المناطق المحروسة لإيران.

## طالع أيضًا
- إيران الكبرى
- العلاقات بين إيران والمملكة المتحدة
- التحالف الفرنسي الفارسي
- الاحتلال البريطاني لبوشهر [الإنجليزية]